# Власова Грива
Власова Грива — кордон в Безенчукском районе Самарской области в составе сельского поселения Екатериновка.

## География
Находится в пойме Волги на расстоянии примерно 10 километров по прямой на северо-восток от районного центра посёлка Безенчук.

## Население
Постоянное население составляло не было учтено как в 2002 году, так и в 2010 году.

## Инфраструктура
База отдыха. Раньше принадлежала Чапаевскому механическому заводу (ОАО «Металлист»).